# Byctiscus betulae
Byctiscus betulae là một loài bọ cánh cứng trong họ Rhynchitidae. Loài này được Linnaeus miêu tả khoa học năm 1758.

## Hình ảnh

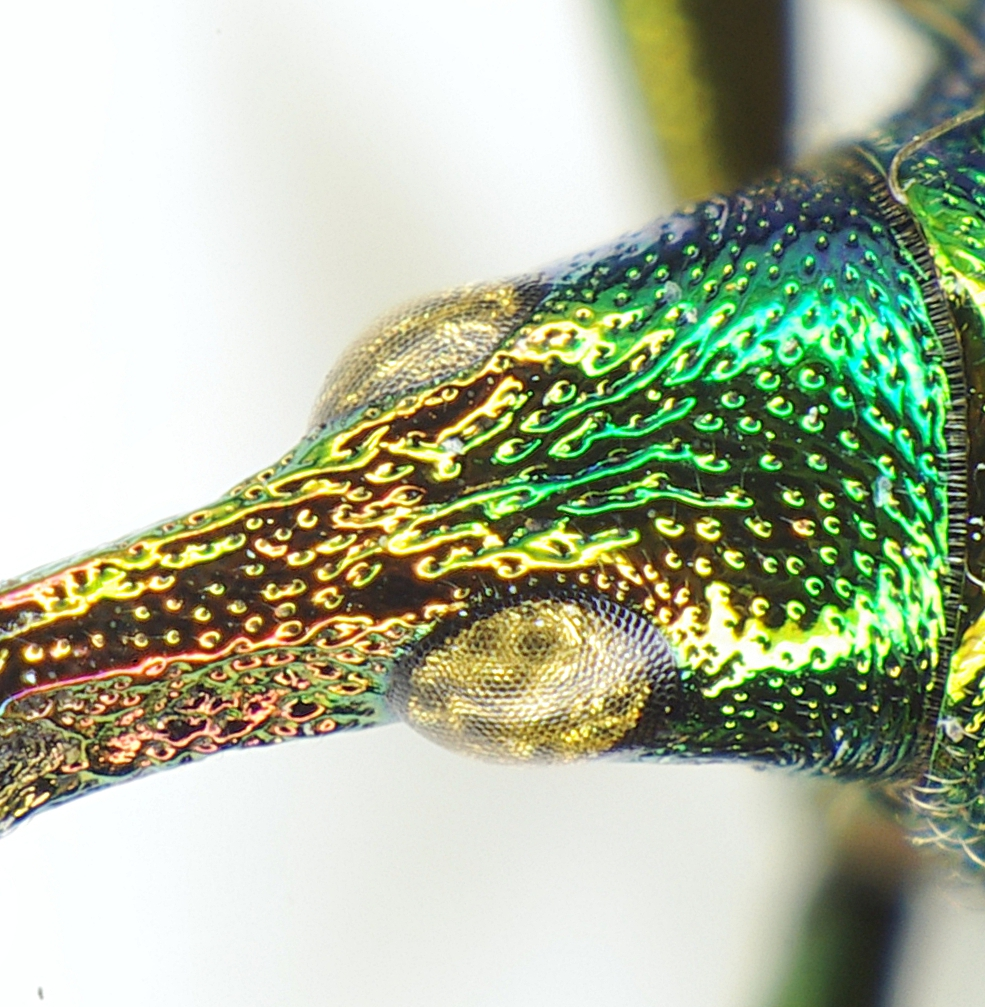
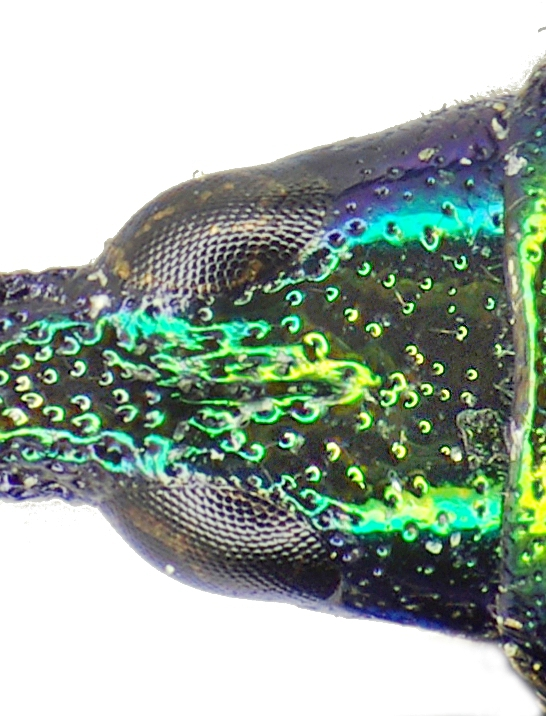
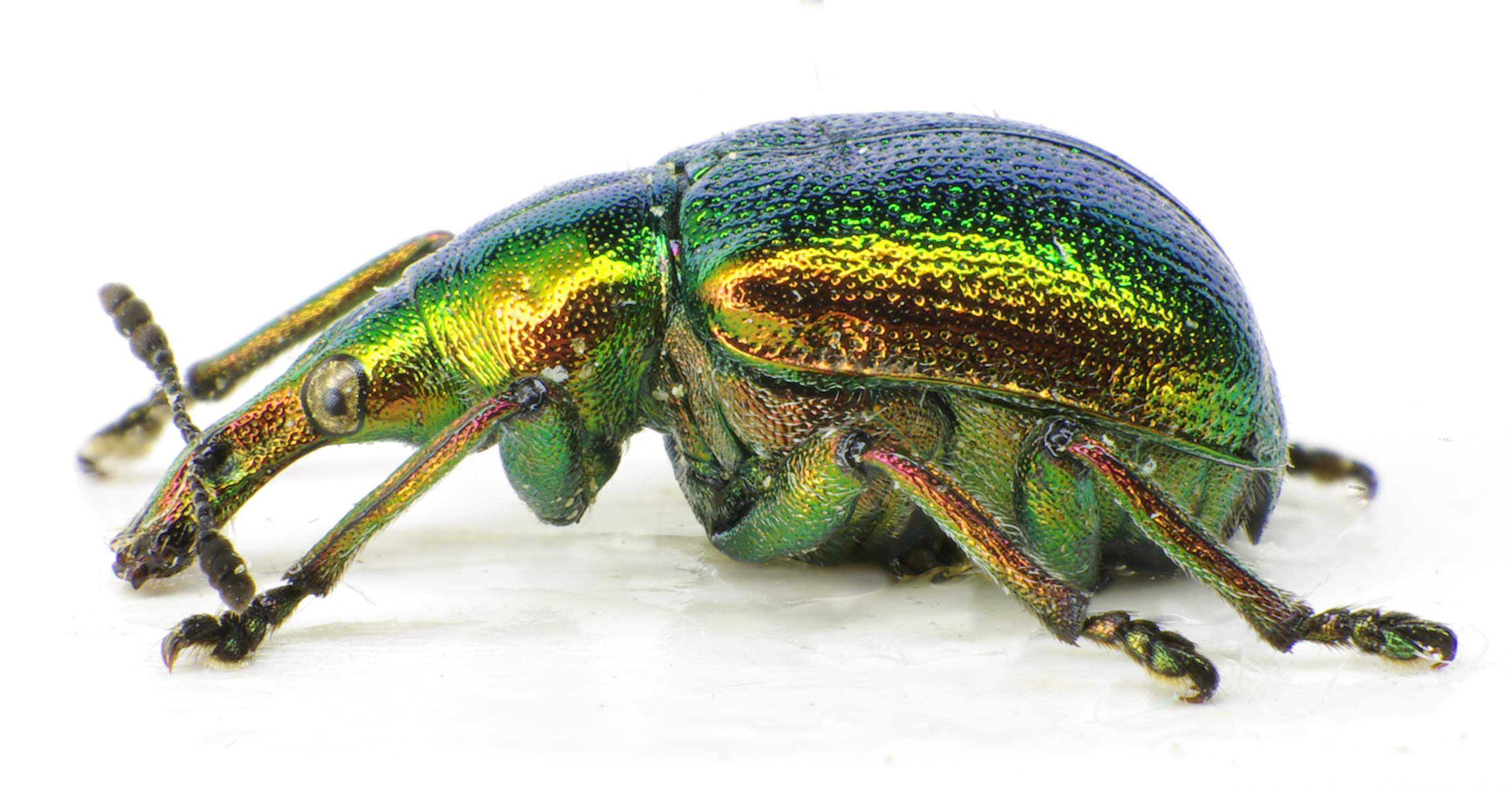
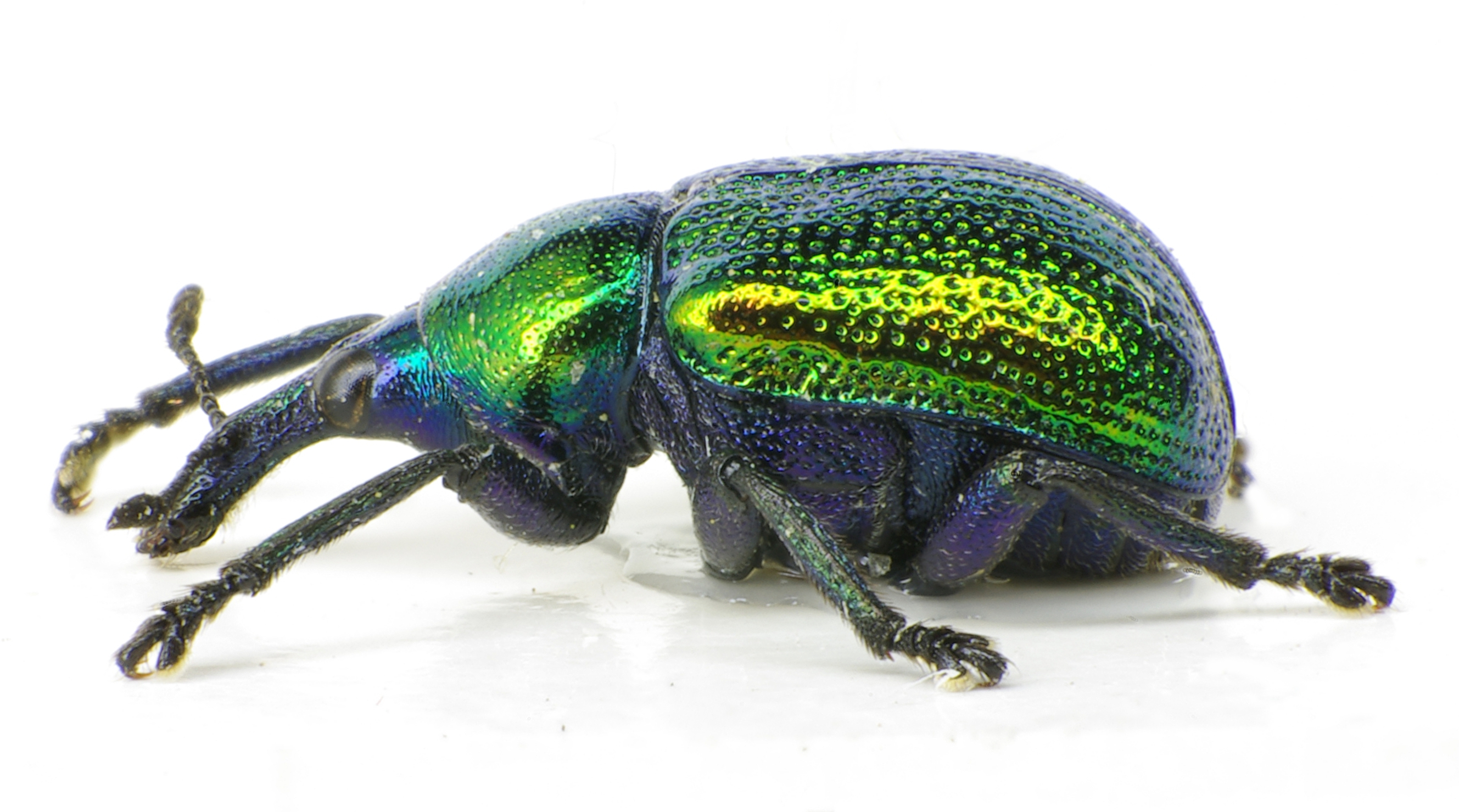